# Sam Hornish Jr.
Samuel Jon „Sam” Hornish Jr. (ur. 2 lipca 1979 roku w Bryan w stanie Ohio) – amerykański kierowca wyścigowy.
Karierę rozpoczął w gokartach, potem przeniósł się do samochodów o otwartym nadwoziu. W latach 1996–1998 startował w amerykańskiej Formule 2000, natomiast w 1999 został debiutantem roku serii Toyota Atlantic.

## Indy Racing League
W 2000 roku przeniósł się do Indy Racing League, gdzie reprezentował barwy PDM Racing. Już w swoim trzecim wyścigu, na torze Las Vegas Motor Speedway, zajął trzecie miejsce, ale pozostała część sezonu była nieudana i w końcowej klasyfikacji zajął dopiero 21. pozycję.
Sezon 2001 okazał się przełomowym w jego karierze. W nowym zespole, Panther Racing, odniósł trzy zwycięstwa oraz siedem dalszych miejsc na podium, co niespodziewanie dało mu tytuł mistrzowski. W pokonanym polu zostawił faworyzowanych Buddy Laziera oraz Scotta Sharpa.
W 2002 roku do IRL dołączył najlepszy zespół CART, Penske Racing, ale Hornish zaliczył jeszcze lepszy sezon i po raz drugi z rzędu zdobył tytuł mistrzowski, wyprzedzając obu kierowców Penske, Hélio Castronevesa oraz Gila de Ferrana. Jak do tej pory jest jedynym kierowcą w historii IRL, który obronił mistrzostwo.
W sezonie 2003 sytuacja uległa pogorszeniu. Do serii dołączyły inne czołowe zespoły CART, Ganassi Racing oraz Andretti Green Racing i Hornish musiał uznać wyższość tej koalicji. Wprawdzie jeszcze przed ostatnim wyścigiem sezonu miał szansę na trzeci kolejny tytuł, czym wyrównałby rekord wszech czasów Teda Horna, lecz awaria silnika na torze Texas Motor Speedway spowodowała, że w klasyfikacji końcowej zajął piąte miejsce.
Po zakończeniu kariery przez Gila de Ferrana, Hornish został jego następcą w zespole niegdysiejszego rywala, Penske Racing. Sezon 2004 rozpoczął od mocnego uderzenia, mianowicie zwycięstwa na torze Homestead-Miami Speedway, ale później zaliczył kilka wypadków i ostatecznie zajął siódme miejsce w klasyfikacji końcowej. Był to jego najsłabszy sezon od momentu debiutu w IRL cztery lata wcześniej.
Sezon 2005 został zdominowany przez Dana Wheldona, natomiast Hornish (odnosząc dwa zwycięstwa) uplasował się na trzeciej pozycji, przegrywając jeszcze z Tony Kanaanem.
Wielki rewanż Hornish wziął w sezonie 2006, który okazał się najbardziej wyrównanym w historii, biorąc pod uwagę także mistrzostwa CART oraz dawny cykl USAC National Championship. Amerykanin zdobył tyle samo punktów, co broniący tytułu Wheldon, ale miał na koncie więcej zwycięstw (cztery przy dwóch Anglika) i mógł świętować swój trzeci tytuł mistrzowski. Warto dodać, że partner Hornisha z zespołu, Hélio Castroneves, zdobył zaledwie dwa punkty mniej, co wystarczyło tylko do trzeciego miejsca w klasyfikacji.
Sezon 2007 okazał się bardzo nieudany dla całej ekipy Penske. Hornish, podobnie jak Castroneves, odniósł tylko jedno zwycięstwo i nie liczył się w walce o tytuł mistrzowski.

## Indianapolis 500

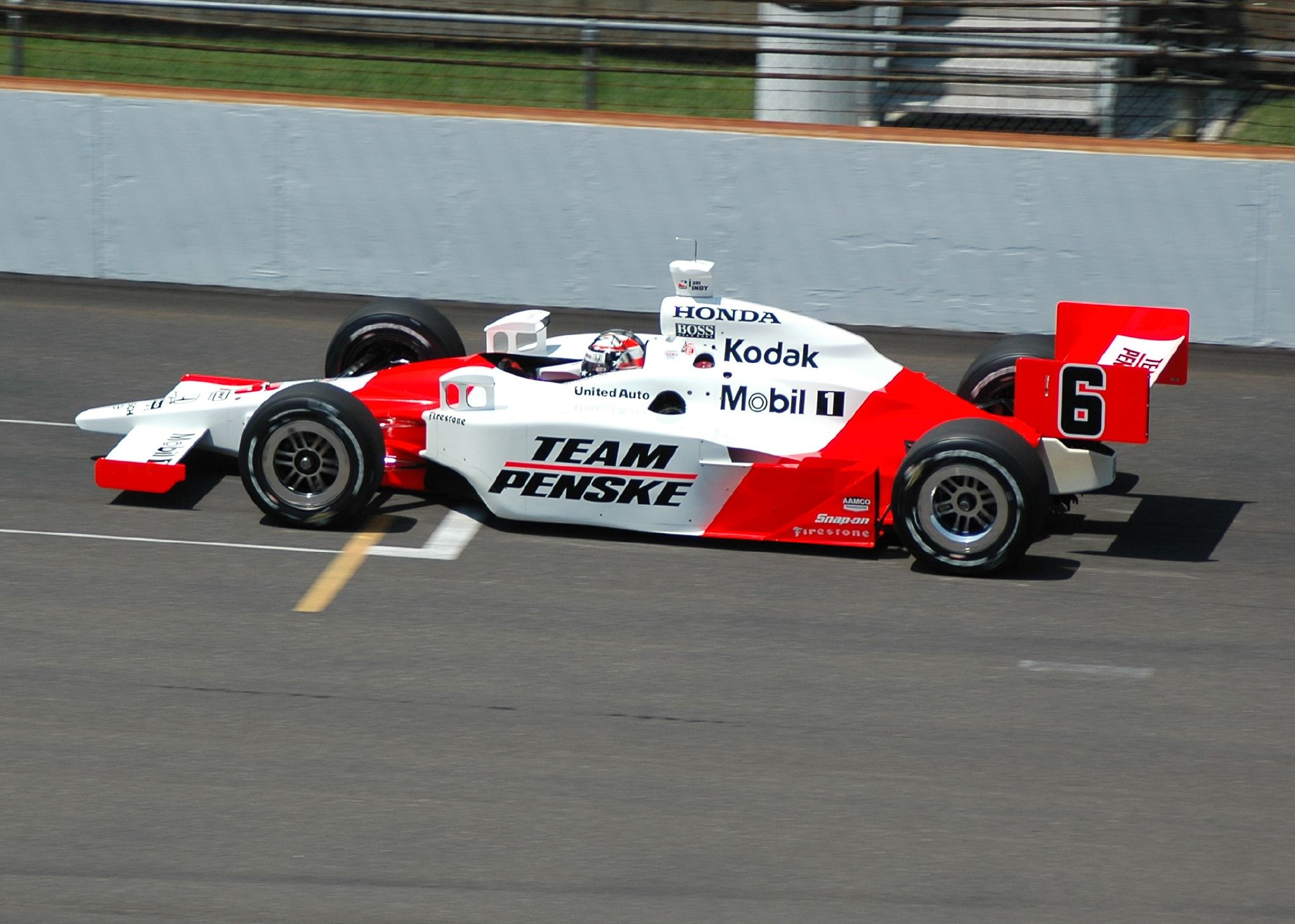
Sam Hornish Jr. podczas treningu przed Indianapolis 500 2007

Przez wiele lat w Indianapolis 500 Hornisha prześladował wybitny pech. Spośród pierwszych sześciu startów w słynnym majowym klasyku, nie ukończył aż czterech, a najlepszym wynikiem było zaledwie 14. miejsce. Dopiero w 2006 roku nastąpił przełom; po jednym z najlepszych finiszów w nowożytnej historii wyścigu, Hornish najpierw wyprzedził Michaela Andrettiego, a tuż przed samą metą jego syna, Marco i wygrał z przewagą 0.063 sekundy.
| Rok  | Nadwozie | Silnik     | Start | Wynik | Uwagi   |
| ---- | -------- | ---------- | ----- | ----- | ------- |
| 2000 | Dallara  | Oldsmobile | 14    | 24    | Wypadek |
| 2001 | Dallara  | Oldsmobile | 13    | 14    |         |
| 2002 | Dallara  | Chevrolet  | 7     | 25    |         |
| 2003 | Dallara  | Chevrolet  | 18    | 15    | Silnik  |
| 2004 | Dallara  | Toyota     | 11    | 26    | Wypadek |
| 2005 | Dallara  | Toyota     | 2     | 23    | Wypadek |
| 2006 | Dallara  | Honda      | 1     | 1     |         |
| 2007 | Dallara  | Honda      | 5     | 4     |         |

## NASCAR

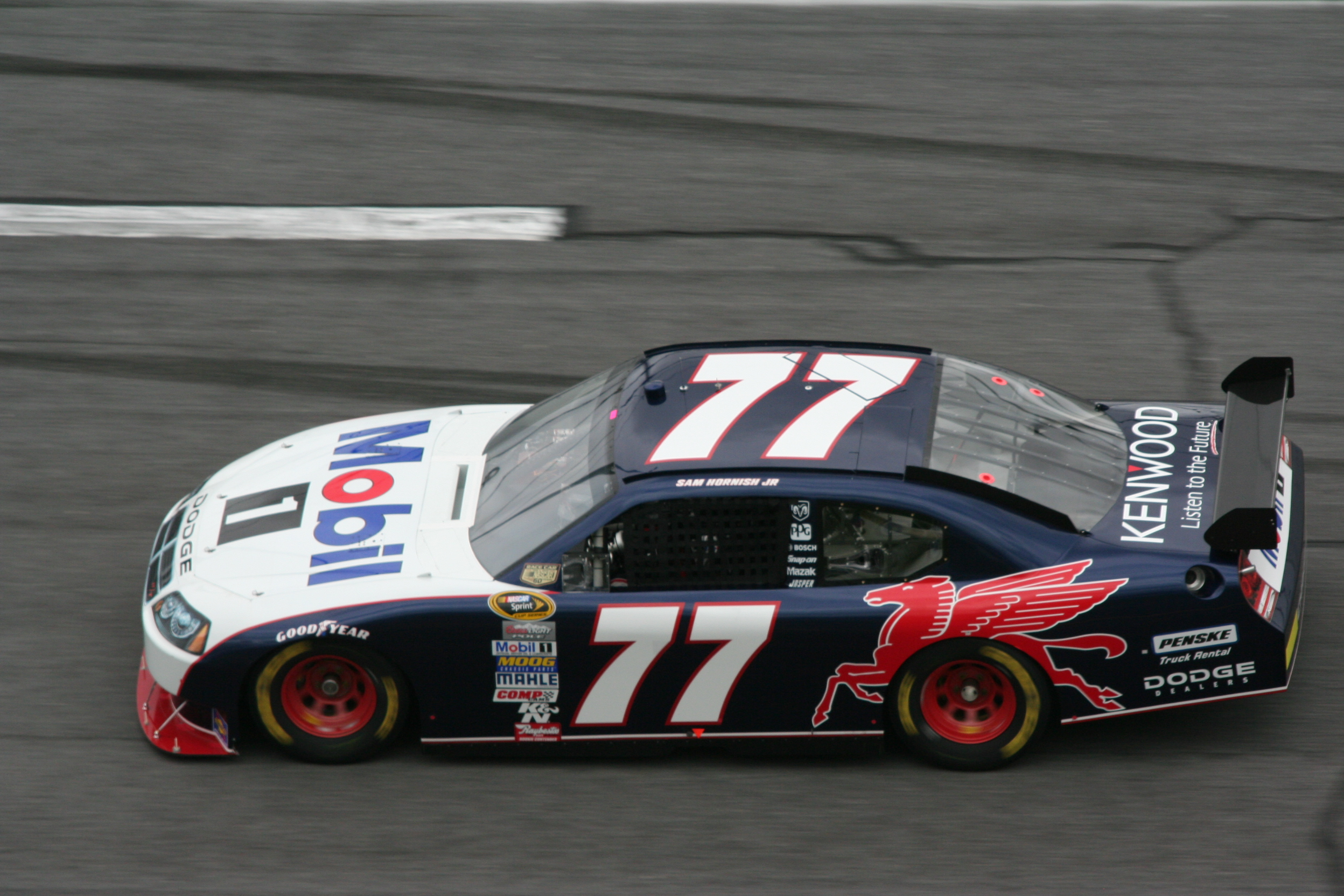
Sam Hornish Jr. podczas treningów na torze Daytona w 2008

W trakcie 2007 roku pojawiły się bardzo poważne spekulacje, jakoby Roger Penske chciał przetransferować Hornisha do swojego zespołu w serii NASCAR. Po kilku miesiącach niepewności, oficjalnie potwierdzono tę zmianę i będący u szczytu kariery Amerykanin zmienił otoczenie.
Pod koniec 2007 roku wziął udział w dwóch wyścigach; od 2008 zalicza pełny program startów, ale wciąż zmaga się z problemami adaptacyjnymi, typowymi dla byłych kierowców samochodów o otwartym nadwoziu. Jego najlepszym wynikiem w NASCAR jest 4. miejsce na torze w Pocono, osiągnięte w sierpniu 2009 roku.

## Życie prywatne
Żonaty z Crystal Liechty (od 5 czerwca 2004); jedno dziecko (córka Addison Faith, ur. 2008). Przez wiele lat mieszkał w Defiance; obecnie w Napoleon.